# من خود آن سیزدهم
'من خود آن سیزدهم نام ششمین آلبوم رسمی استودیویی محسن چاوشی است که با اشعار شهریار، مولانا، وحشی بافقی، باباطاهر و خیام و نیز تنظیم‌های شهاب اکبری، کوشان حداد، امیر جمال فرد و محسن چاوشی ساخته شد. آهنگسازی کلیه قطعات با محسن چاوشی بوده است. من خود آن سیزدهم اولین آلبوم محسن چاوشی با اشعار شاعران کهن می باشد.

## فهرست ترانه‌ها
| شماره | نام                | سراینده       | آهنگساز    | تنظیم         | مدت   |
| ----- | ------------------ | ------------- | ---------- | ------------- | ----- |
| ۱.    | «غلط کردم غلط»     | وحشی بافقی    | محسن چاوشی | امیر جمال فرد | ۰۴:۲۸ |
| ۲.    | «کو به کو»         | مولانا        | محسن چاوشی | شهاب اکبری    | ۰۵:۱۷ |
| ۳.    | «رمیدیم»           | وحشی بافقی    | محسن چاوشی | کوشان حداد    | ۰۳:۲۷ |
| ۴.    | «نگار»             | باباطاهر      | محسن چاوشی | شهاب اکبری    | ۰۴:۰۶ |
| ۵.    | «ستمگر»            | شهریار        | محسن چاوشی | کوشان حداد    | ۰۵:۰۸ |
| ۶.    | «شیرمردا»          | مولانا        | محسن چاوشی | محسن چاوشی    | ۰۲:۵۹ |
| ۷.    | «من خود آن سیزدهم» | شهریار        | محسن چاوشی | شهاب اکبری    | ۰۳:۲۶ |
| ۸.    | «قراضه چین»        | مولانا        | محسن چاوشی | محسن چاوشی    | ۰۴:۳۳ |
| ۹.    | «بهرام گور»        | خیام نیشابوری | محسن چاوشی | شهاب اکبری    | ۰۶:۱۸ |

## فروش آلبوم
پس از گذشت ۲ روز از انتشار آلبوم من خود آن سیزدهم محسن چاوشی در صفحه رسمی فیسبوک خود اعلام کرد که آلبوم برای تیراژ دوم رفته است.